# المركز الدولي لأبحاث وأخلاقيات الذكاء الاصطناعي
المركز الدولي لأبحاث وأخلاقيات الذكاء الاصطناعي، هو مركز حكومي سعودي، يقع مقره في مدينة الرياض في المملكة العربية السعودية، تأسس بقرار مجلس الوزراء السعودي في 25 يوليو 2023، وهو يتمتع بشخصية اعتبارية والاستقلال المالي والإداري
في 10 سبتمبر 2024، أعلنت الهيئة السعودية للبيانات والذكاء الاصطناعي بالتعاون مع اليونسكو تصنيف المركز مركزًا من الفئة الثانية (C2C) تحت رعاية اليونسكو، وذلك خلال النسخة الثالثة من القمة العالمية للذكاء الاصطناعي.

## الأهداف
- تعزيز أبحاث وأخلاقيات الذكاء الاصطناعي بما يتماشى مع قيم ومبادئ توصية اليونسكو بشأن أخلاقيات الذكاء الاصطناعي.
- تعزيز أبحاث وأخلاقيات الذكاء الاصطناعي عن طريق التعاون الدولي من خلال تنسيق أنشطة البحث والتطوير في مجال الذكاء الاصطناعي، وتعزيز الوعي بأخلاقياته، ورعاية تنمية مهارات الذكاء الاصطناعي، وتقديم المشورة بشأن سياسات الذكاء الاصطناعي.

## الركائز
- تقديم الدعم في البحث والتطوير في مجال الذكاء الاصطناعي
- تعزيز الوعي والتواصل بشأن أخلاقيات الذكاء الاصطناعي
- تعزيز ودعم بناء قدرات الذكاء الاصطناعي
- تقديم التوصيات ذات الصلة بسياسات الذكاء الاصطناعي[4]